# Symmacra
Symmacra is een geslacht van vlinders van de familie spanners (Geometridae), uit de onderfamilie Sterrhinae.

## Soorten
- S. genuflexus Hampson, 1895
- S. inobtrusa Warren, 1897
- S. regularis Warren, 1896
- S. solidaria Guenée, 1858